# Кодзима, Нобуо
Нобуо Кодзима (яп. 小島 信夫 Кодзима Нобуо, 28 февраля 1915 года, Гифу, префектура Гифу — 26 октября 2006 года, Токио) — японский прозаик, драматург, литературный критик и переводчик англоязычной литературы.

## Биография
Нобуо Кодзима родился 28 февраля 1915 года в городе Гифу префектуры Гифу, Япония. В 1941 году окончил Токийский университет (отделение английской литературы филологического факультета, специализировался на творчестве Уильяма Теккерея). После окончания Тихоокеанской войны (1941—1945), во время которой он служил на северо-востоке Китая, возобновил педагогическую деятельность (преподавал английский язык и литературу в Университете Мэйдзи вплоть до 1985 года).
Как писатель дебютировал в 1953 году со сборником рассказов «Винтовка» («小銃»), где были сильны автобиографичные мотивы. Видный представитель литературной группы «третьих новых». На формирование собственной эстетики писателя помимо японской литературной традиции существенное влияния оказали Николай Гоголь, Фёдор Достоевский и Франц Кафка.
Лауреат премий Рюноскэ Акутагавы (1954), Дзюнъитиро Танидзаки (1970), Номы (1983), «Ёмиури» (1997) и ряда других высших литературных наград Японии. На русский язык дважды переведена повесть «抱擁家族» (как «Семейный круг» или как «Семья Мива»).
Нобуо Кодзима умер 26 октября 2006 года в Токио.